# Wilmer Velásquez
Wilmer Rayneal Neal Velásquez (San Pedro Sula, 28 aprile 1972) è un ex calciatore honduregno, di ruolo attaccante.

## Carriera

### Club
A livello di club, Velásquez ha giocato quasi interamente per il Club Deportivo Olimpia, in Honduras, con brevi parentesi in Cile al Deportivo Concepción, in Brasile allo Sport-Recife e in Messico all'Atlas.
Ha chiuso la carriera nel 2010, dopo aver vinto per dodici volte il Campionato honduregno e per due volte la Coppa dell'Honduras.

### Nazionale
Ha giocato in totale 48 partite con la Nazionale honduregna, segnando 35 goal che lo portano al secondo posto nei migliori marcatori di sempre dell'Honduras dietro a Carlos Pavón (57).
Ha partecipato alla CONCACAF Gold Cup 2003 e alla CONCACAF Gold Cup 2005, diventando, nel 2005, capocannoniere della competizione.

## Palmarès

### Club
- Campionati honduregni:12

Olimpia: 1992-1993, 1995-1996, 1996-1997, 1998-1999, 2000-2001, 2002-2003, 2003-2004, 2004-2005, 2005-2006, 2007-2008, 2008-2009, 2009-2010
- Coppe dell'Honduras: 2

Olimpia: 1996, 1999
- Capocannoniere della CONCACAF Gold Cup: 1

Honduras: 2005

### Individuale
- Capocannoniere della CONCACAF Gold Cup: 1

2005 (3 gol, a pari merito con Beasley, Ruiz, Tejada e Donovan)

## Record
- Miglior marcatore di sempre nel campionato honduregno con 196 goal totali, davanti a Denilson Costa (150).